# Biserica de lemn din Chichiș

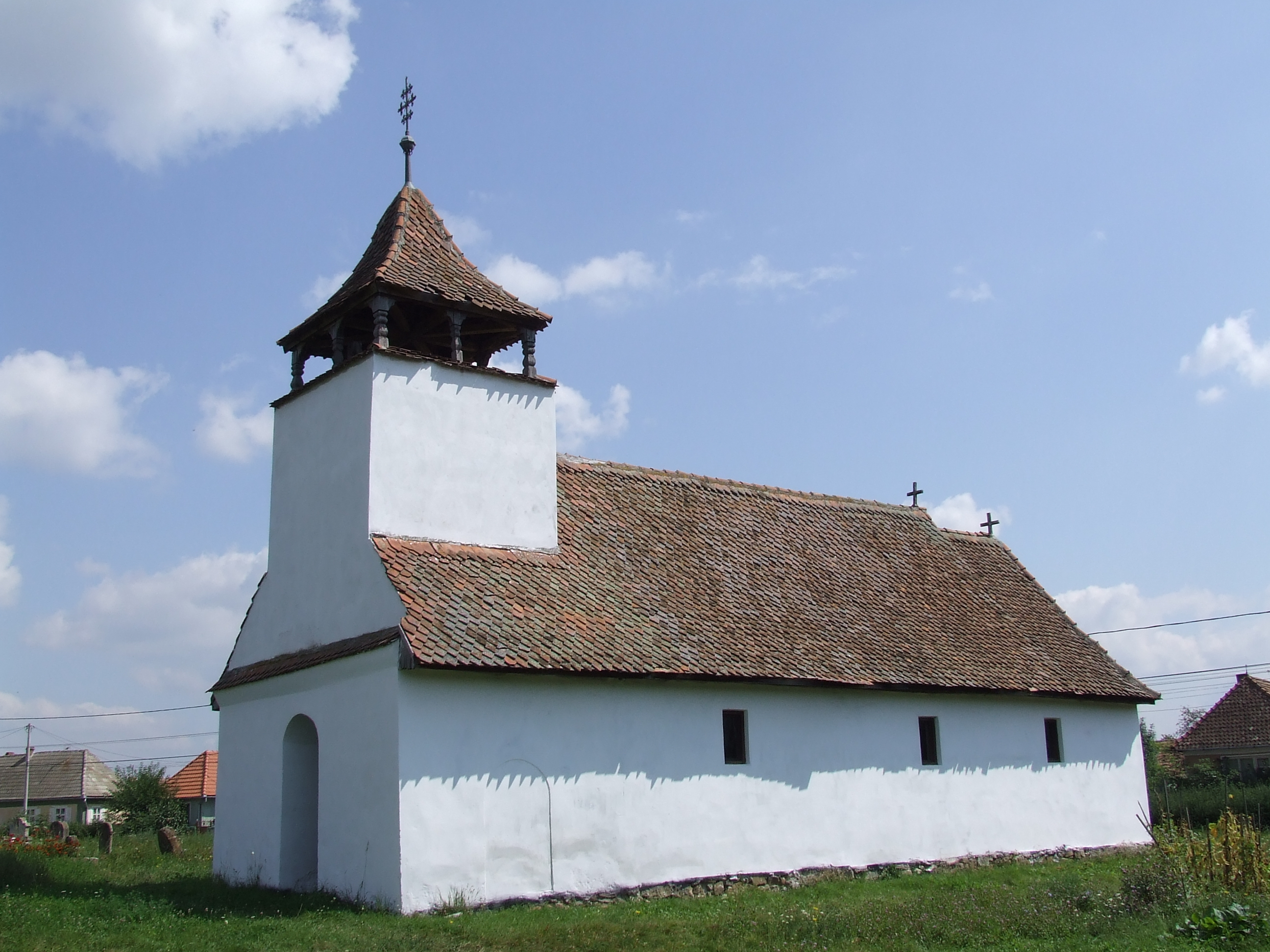
Biserica de lemn din Chichiş, județul Covasna, 2009

Biserica de lemn din Chichiș, aflată în satul cu același nume din comuna Chichiș, județul Covasna este datată din anul 1740. Are hramul Sfinții Apostoli Petru și Pavel și este înscrisă pe noua listă a monumentelor istorice sub codul  CV-II-m-A-13190.